# Puchar CEV siatkarek (1994/1995)
Puchar CEV siatkarek 1994/1995 – 15. sezon turnieju rozgrywanego od 1980 roku, organizowanego przez Europejską Konfederację Piłki Siatkowej (CEV) w ramach europejskich pucharów dla żeńskich klubowych zespołów siatkarskich "starego kontynentu".

## Drużyny uczestniczące
- ATSC Klagenfurt
- OK Kastela
- Dacia Pitești
- Metar Czelabińsk
- Aris Saloniki
- Impresem Agrigento
- CS Madeira
- CSKA Sofia
- Avtohit Bled
- Spartak Omsk
- VBL Klepp
- Kovrovschik Brześć
- Filathlitikos Saloniki
- SK Elbasan
- CV Albacete
- RC Villebon 91
- Asterix Kieldrecht
- Güneş Sigorta Stambuł
- Elite Geneve
- Olymp Praga
- Martinus Amstelveen
- CV Tenerife
- Enka Mińsk
- Celik Zenica
- VC Kanti Schaffhausen
- Savinjska Mozirje
- Wüstenrot Salzburg
- Yesilyurt Stambuł
- Dauphines Charleroi
- Extrade Budapeszt
- Stal Mielec
- Ecoclear Sumirago
- 1. VC Schwerte
- Orbita Zaporoże
- Tungsram Budapeszt
- Universitatea Bacau
- Olexandria Biała Cerkiew
- Schweriner SC
- RC Cannes

## Rozgrywki

### Runda 1
ATSC Klagenfurt ma wolny los
| Data       | Drużyna 1             | Wynik | Drużyna 2              | Sety                              |
| ---------- | --------------------- | ----- | ---------------------- | --------------------------------- |
| 05.11.1994 | OK Kastela            | 1:3   | Dacia Pitești          | 8:15, 15:12, 4:15, 5:15           |
| 12.11.1994 | OK Kastela            | 0:3   | Dacia Pitești          | 6:15, 5:15, 5:15                  |
| 11.11.1994 | Metar Czelabińsk      | 3:0   | Aris Saloniki          | 15:10, 15:1, 15:7                 |
| 12.11.1994 | Metar Czelabińsk      | 3:0   | Aris Saloniki          | 15:1, 15:6, 15:8                  |
| 06.11.1994 | Impresem Agrigento    | 3:0   | CS Madeira             | 15:4, 15:6, 15:5                  |
| 13.11.1994 | Impresem Agrigento    | 3:0   | CS Madeira             | 15:5, 15:9, 15:10                 |
| 05.11.1994 | CSKA Sofia            | 3:0   | Avtohit Bled           | 15:10, 15:2, 15:2                 |
| 12.11.1994 | CSKA Sofia            | 3:0   | Avtohit Bled           | 15:2, 15:12, 15:2                 |
| 05.11.1994 | Spartak Omsk          | 3:0   | VBL Klepp              | 15:6, 15:6, 15:3                  |
| 06.11.1994 | Spartak Omsk          | 3:0   | VBL Klepp              | 15:7, 15:5, 15:6                  |
| 06.11.1994 | Kovrovschik Brześć    | 1:3   | Filathlitikos Saloniki | 6:15, 13:15, 15:13, 5:15          |
| 12.11.1994 | Kovrovschik Brześć    | 1:3   | Filathlitikos Saloniki | 10:15, 15:12, 6:15, 4:15          |
| 05.11.1994 | SK Elbasan            | 0:3   | CV Albacete            | 2:15, 5:15, 7:15                  |
| 08.11.1994 | SK Elbasan            | 0:3   | CV Albacete            | 4:15, 9:15, 9:15                  |
| 12.11.1994 | RC Villebon 91        | 3:2   | Asterix Kieldrecht     | 12:15, 15:10, 15:17, 15:11, 15:13 |
| 06.11.1994 | RC Villebon 91        | 3:0   | Asterix Kieldrecht     | 15:4, 15:7, 15:4                  |
| 05.11.1994 | Güneş Sigorta Stambuł | 3:0   | Elite Geneve           | 15:5, 15:2, 15:11                 |
| 12.11.1994 | Güneş Sigorta Stambuł | 0:3   | Elite Geneve           | 7:15, 10:15, 3:15                 |
| 05.11.1994 | Olymp Praga           | 3:0   | Martinus Amstelveen    | walkower                          |
| 12.11.1994 | Olymp Praga           | 3:0   | Martinus Amstelveen    | walkower                          |
| 11.11.1994 | CV Tenerife           | 3:1   | Enka Mińsk             | 9:15, 15:8, 15:7, 15:9            |
| 13.11.1994 | CV Tenerife           | 3:0   | Enka Mińsk             | 15:7, 17:15, 15:3                 |
| 12.11.1994 | Celik Zenica          | 0:3   | Kanti Schaffhausen     | 0:15, 1:15, 3:15                  |
| 13.11.1994 | Celik Zenica          | 0:3   | Kanti Schaffhausen     | 5:15, 1:15, 4:15                  |
| 05.11.1994 | Savinjska Mozirje     | 3:0   | Wüstenrot Salzburg     | 16:14, 15:7, 15:5                 |
| 12.11.1994 | Savinjska Mozirje     | 3:1   | Wüstenrot Salzburg     | 8:15, 15:13, 15:9, 15:13          |
| 05.11.1994 | Yesilyurt Stambuł     | 3:2   | Dauphines Charleroi    | 15:13, 15:10, 11:15, 6:15, 15:10  |
| 12.11.1994 | Yesilyurt Stambuł     | 1:3   | Dauphines Charleroi    | 15:7, 4:15, 6:15, 4:15            |
| 05.11.1994 | Extrade Budapeszt     | 0:3   | Stal Mielec            | walkower                          |
| 12.11.1994 | Extrade Budapeszt     | 0:3   | Stal Mielec            | walkower                          |

### Runda 2
| Data       | Drużyna 1              | Wynik | Drużyna 2          | Sety                             |
| ---------- | ---------------------- | ----- | ------------------ | -------------------------------- |
| 03.12.1994 | Dacia Pitești          | 3:0   | Metar Czelabińsk   | 15:5, 15:8, 15:11                |
| 10.12.1994 | Dacia Pitești          | 0:3   | Metar Czelabińsk   | 15:17, 8:15, 5:15                |
| 03.12.1994 | ATSC Klagenfurt        | 0:3   | Impresem Agrigento | 13:15, 6:15, 3:15                |
| 11.12.1994 | ATSC Klagenfurt        | 0:3   | Impresem Agrigento | 8:15, 7:15, 5:15                 |
| 04.12.1994 | Spartak Omsk           | 1:3   | CSKA Sofia         | 10:15, 15:13, 10:15, 12:15       |
| 10.12.1994 | Spartak Omsk           | 0:3   | CSKA Sofia         | 8:15, 8:15, 1:15                 |
| 03.12.1994 | Filathlitikos Saloniki | 3:2   | CV Albacete        | 15:3, 8:15, 11:15, 15:4, 15:9    |
| 10.12.1994 | Filathlitikos Saloniki | 3:0   | CV Albacete        | 16:14, 15:12, 15:11              |
| 03.12.1994 | Güneş Sigorta Stambuł  | 1:3   | RC Villebon 91     | 3:15, 15:17, 15:8, 7:15          |
| 10.12.1994 | Güneş Sigorta Stambuł  | 2:3   | RC Villebon 91     | 15:9, 15:12, 13:15, 11:15, 11:15 |
| 03.12.1994 | Olymp Praga            | 3:0   | CV Tenerife        | 15:7, 15:7, 15:3                 |
| 10.12.1994 | Olymp Praga            | 3:1   | CV Tenerife        | 15:8, 15:12, 12:15, 16:14        |
| 03.12.1994 | Savinjska Mozirje      | 0:3   | Kanti Schaffhausen | 8:15, 10:15, 6:15                |
| 10.12.1994 | Savinjska Mozirje      | 0:3   | Kanti Schaffhausen | 3:15, 1:15, 15:17                |
| 03.12.1994 | Dauphines Charleroi    | 2:3   | Stal Mielec        | 15:5, 8:15, 13:15, 15:7, 13:15   |
| 05.12.1994 | Dauphines Charleroi    | 3:0   | Stal Mielec        | 15:4, 15:8, 15:5                 |

### 1/8 finału
| Data       | Drużyna 1          | Wynik | Drużyna 2                | Sety                           |
| ---------- | ------------------ | ----- | ------------------------ | ------------------------------ |
| 18.01.1994 | Dacia Pitești      | 0:3   | Ecoclear Sumirago        | 9:15, 4:15, 3:15               |
| 19.01.1994 | Dacia Pitești      | 0:3   | Ecoclear Sumirago        | 15:17, 8:15, 8:15              |
| 11.01.1994 | Impresem Agrigento | 3:0   | 1. VC Schwerte           | 15:7, 15:7, 15:7               |
| 18.01.1994 | Impresem Agrigento | 3:1   | 1. VC Schwerte           | 15:10, 15:11, 6:15, 15:12      |
| 11.01.1994 | Orbita Zaporoże    | 3:2   | CSKA Sofia               | 15:8, 15:5, 9:15, 14:16, 16:14 |
| 18.01.1994 | Orbita Zaporoże    | 3:0   | CSKA Sofia               | 15:9, 15:13, 15:6              |
| 11.01.1994 | Tungsram Budapeszt | 3:0   | Filathlitikos Saloniki   | 15:5, 15:8, 15:4               |
| 18.01.1994 | Tungsram Budapeszt | 1:3   | Filathlitikos Saloniki   | 12:15, 15:13, 1:15, 11:15      |
| 11.01.1994 | RC Villebon 91     | 3:1   | Universitatea Bacau      | 15:9, 13:15, 15:5, 15:7        |
| 13.01.1994 | RC Villebon 91     | 3:0   | Universitatea Bacau      | 15:4, 15:12, 15:12             |
| 12.01.1994 | Olymp Praga        | 3:0   | Olexandria Biała Cerkiew | 15:9, 15:13, 15:11             |
| 13.01.1994 | Olymp Praga        | 3:0   | Olexandria Biała Cerkiew | 15:11, 15:13, 15:8             |
| 11.01.1994 | Schweriner SC      | 3:0   | Kanti Schaffhausen       | 15:10, 15:8, 15:7              |
| 18.01.1994 | Schweriner SC      | 3:0   | Kanti Schaffhausen       | 15:8, 15:3, 15:6               |
| 11.01.1994 | RC Cannes          | 3:0   | Dauphines Charleroi      | 15:6, 15:4, 15:10              |
| 18.01.1994 | RC Cannes          | 3:2   | Dauphines Charleroi      | 15:10, 9:15, 9:15, 15:5, 16:14 |

### 1/4 finału
| Data       | Drużyna 1          | Wynik | Drużyna 2          | Sety                            |
| ---------- | ------------------ | ----- | ------------------ | ------------------------------- |
| 08.02.1995 | Impresem Agrigento | 0:3   | Ecoclear Sumirago  | 9:15, 3:15, 8:15                |
| 15.02.1995 | Impresem Agrigento | 0:3   | Ecoclear Sumirago  | 13:15, 6:15, 4:15               |
| 08.02.1995 | Orbita Zaporoże    | 3:0   | Tungsram Budapeszt | 15:6, 15:5, 15:4                |
| 15.02.1995 | Orbita Zaporoże    | 3:1   | Tungsram Budapeszt | 15:13, 4:15, 15:9, 15:7         |
| 08.02.1995 | RC Villebon 91     | 3:0   | Olymp Praga        | 16:14, 15:5, 15:9               |
| 16.02.1995 | RC Villebon 91     | 3:2   | Olymp Praga        | 14:16, 4:15, 15:6, 15:12, 15:10 |
| 08.02.1995 | Schweriner SC      | 3:1   | RC Cannes          | 15:9, 17:15, 13:15, 15:7        |
| 16.02.1995 | Schweriner SC      | 2:3   | RC Cannes          | 9:15, 15:5, 15:3, 8:15, 9:15    |

### Turniej finałowy
Villebon

#### Półfinał
| Data       | Drużyna 1         | Wynik | Drużyna 2      | Sety                      |
| ---------- | ----------------- | ----- | -------------- | ------------------------- |
| 04.03.1995 | Ecoclear Sumirago | 3:1   | Schweriner SC  | 15:8, 14:16, 15:9, 15:7   |
| 04.03.1995 | Orbita Zaporoże   | 3:1   | RC Villebon 91 | 15:12, 12:15, 17:15, 15:2 |

#### Mecz o 3. miejsce
| Data       | Drużyna 1      | Wynik | Drużyna 2     | Sety              |
| ---------- | -------------- | ----- | ------------- | ----------------- |
| 05.03.1995 | RC Villebon 91 | 3:0   | Schweriner SC | 15:5, 15:8, 15:13 |

#### Finał
| Data       | Drużyna 1         | Wynik | Drużyna 2       | Sety             |
| ---------- | ----------------- | ----- | --------------- | ---------------- |
| 05.03.1995 | Ecoclear Sumirago | 3:0   | Orbita Zaporoże | 15:7, 15:6, 15:8 |

## Klasyfikacja końcowa
| Miejsce | Drużyna           |
| ------- | ----------------- |
| złoto   | Ecoclear Sumirago |
| srebro  | Orbita Zaporoże   |
| brąz    | RC Villebon 91    |
| 4.      | Schweriner SC     |